# Golden Globe-galan 2012
Den 69:e upplagan av Golden Globe Awards, som belönade insatser inom TV och film från 2011, sändes från Beverly Hilton Hotel i Beverly Hills, Kalifornien den 15 januari 2012 av NBC. Programledare var Ricky Gervais.

## Vinnare och nominerade
Vinnarna listas i fetstil.

### Filmer
| Bästa film - drama | Bästa film - musikal eller komedi |
| --- | --- |
| - The Descendants - Niceville - Hugo Cabret - Maktens män - Moneyball - War Horse | - The Artist - 50/50 - Midnatt i Paris - Bridesmaids - My Week with Marilyn |
| Bästa manliga huvudroll - drama | Bästa kvinnliga huvudroll - drama |
| - George Clooney – The Descendants - Leonardo DiCaprio – J. Edgar - Michael Fassbender – Shame - Ryan Gosling – Maktens män - Brad Pitt – Moneyball | - Meryl Streep – Järnladyn - Glenn Close – Albert Nobbs - Viola Davis – Niceville - Rooney Mara – The Girl with the Dragon Tattoo - Tilda Swinton – Vi måste prata om Kevin                                                                  |
| Bästa manliga huvudroll - musikal eller komedi | Bästa kvinnliga huvudroll - musikal eller komedi |
| - Jean Dujardin – The Artist - Brendan Gleeson – The Guard - Joseph Gordon-Levitt – 50/50 - Owen Wilson – Midnatt i Paris - Ryan Gosling – Crazy, Stupid, Love. | - Michelle Williams – My Week with Marilyn - Kristen Wiig – Bridesmaids - Charlize Theron – Young Adult - Jodie Foster – Carnage - Kate Winslet – Carnage                                                                                    |
| Bästa manliga biroll | Bästa kvinnliga biroll |
| - Christopher Plummer – Beginners - Kenneth Branagh – My Week with Marilyn - Albert Brooks – Drive - Jonah Hill – Moneyball - Viggo Mortensen – A Dangerous Method | - Octavia Spencer – Niceville - Bérénice Bejo – The Artist - Jessica Chastain – Niceville - Janet McTeer – Albert Nobbs - Shailene Woodley – The Descendants                                                                                 |
| Bästa regi | Bästa manus |
| - Martin Scorsese – Hugo Cabret - Woody Allen – Midnatt i Paris - George Clooney – Maktens män - Michel Hazanavicius – The Artist - Alexander Payne – The Descendants | - Midnatt i Paris – Woody Allen - The Artist – Michel Hazanavicius - The Descendants – Nat Faxon, Alexander Payne och Jim Rash - Maktens män – George Clooney, Grant Heslov och Beau Willimon - Moneyball – Aaron Sorkin och Steven Zaillian |
| Bästa sång | Bästa musik |
| - "Masterpiece" (Madonna, James Harry och Julie Frost) – W.E. - "Hello Hello" (Elton John och Bernie Taupin) – Gnomeo & Julia - "The Keeper" (Chris Cornell) – Machine Gun Preacher - "Lay Your Head Down" (Brian Byrne och Glenn Close) – Albert Nobbs - "The Living Proof" (Thomas Newman, Mary J. Blige, Harvey Mason Jr. och Damon Thomas) – Niceville | - The Artist – Ludovic Bource - W.E. – Abel Korzeniowski - The Girl with the Dragon Tattoo – Trent Reznor och Atticus Ross - Hugo Cabret – Howard Shore - War Horse – John Williams                                                          |
| Bästa animerade film | Bästa utländska film |
| - Tintins äventyr: Enhörningens hemlighet - Bilar 2 - Mästerkatten - Rango - Arthur och julklappsrushen | - Nader och Simin - En separation (Iran) - The Flowers of War (Kina) - In the Land of Blood and Honey (USA) - Pojken med cykeln (Belgien) - The Skin I Live In (Spanien)                                                                     |

### Television
| Bästa TV-serie - drama | Bästa TV-serie - musikal eller komedi |
| --- | --- |
| - Homeland - American Horror Story - Boardwalk Empire - Boss - Game of Thrones                                                                                      | - Modern Family - Enlightened - Episodes - Glee - New Girl |
| Bästa manliga huvudroll i en TV-serie - drama | Bästa kvinnliga huvudroll i en TV-serie - drama |
| - Kelsey Grammer – Boss - Steve Buscemi – Boardwalk Empire - Bryan Cranston – Breaking Bad - Jeremy Irons – The Borgias - Damian Lewis – Homeland                   | - Claire Danes – Homeland - Mireille Enos – The Killing - Julianna Margulies – The Good Wife - Madeleine Stowe – Revenge - Callie Thorne – Necessary Roughness                  |
| Bästa manliga huvudroll i en TV-serie - musikal eller komedi | Bästa kvinnliga huvudroll i en TV-serie - musikal eller komedi |
| - Matt LeBlanc – Episodes - Alec Baldwin – 30 Rock - David Duchovny – Californication - Johnny Galecki – The Big Bang Theory - Thomas Jane – Hung                   | - Laura Dern – Enlightened - Zooey Deschanel – New Girl - Tina Fey – 30 Rock - Laura Linney – The Big C - Amy Poehler – Parks and Recreation                                    |
| Bästa manliga huvudroll i en miniserie eller TV-film | Bästa kvinnliga huvudroll i en miniserie eller TV-film |
| - Idris Elba – Luther - Hugh Bonneville – Downton Abbey - William Hurt – Too Big to Fail - Bill Nighy – Page Eight - Dominic West – The Hour                        | - Kate Winslet – Mildred Pierce - Romola Garai – The Hour - Diane Lane – Cinema Verite - Elizabeth McGovern – Downton Abbey - Emily Watson – Appropriate Adult                  |
| Bästa manliga biroll i en TV-serie, miniserie eller TV-film | Bästa kvinnliga biroll i en TV-serie, miniserie eller TV-film |
| - Peter Dinklage – Game of Thrones - Paul Giamatti – Too Big to Fail - Guy Pearce – Mildred Pierce - Tim Robbins – Cinema Verite - Eric Stonestreet – Modern Family | - Jessica Lange – American Horror Story - Kelly Macdonald – Boardwalk Empire - Maggie Smith – Downton Abbey - Sofía Vergara – Modern Family - Evan Rachel Wood – Mildred Pierce |
| Bästa miniserie eller TV-film | |
| - Downton Abbey - Cinema Verite - The Hour - Mildred Pierce - Too Big to Fail                                                                                       | |

### Cecil B. DeMille Award
- Morgan Freeman